# Montague James Mathew
Le lieutenant-général Montague James Mathew (18 août 1773-19 mars 1819) est un soldat et homme politique anglo-irlandais, député à la Chambre des communes irlandaise pour Ballynakill jusqu'en 1800 et de la Chambre des communes du Royaume-Uni pour le comté de Tipperary de 1806 jusqu'à sa mort en 1819. 
En politique, il est à la fois un Whig et un partisan de l'émancipation catholique et d'autres causes catholiques romaines, ce qui l'a mis en conflit avec de nombreux membres de sa classe en Irlande. 

## Biographie
Il est le deuxième fils de Francis Mathew (1er comte Landaff). Il est commissionné dans l'armée britannique en tant que Cornette en 1792, est devenu lieutenant en 1793, et le 13 septembre 1794 est promu lieutenant-colonel au 114th Foot, un nouveau régiment levé cette année-là par son père. Il est ensuite promu colonel en 1800, Major général le 25 avril 1808 et Lieutenant général le 4 juin 1813 ,. 
De 1797 à 1800, Mathew est député à la Chambre des communes irlandaise pour Ballynakill dans ce qui était alors le comté de Queen, succédant à Eyre Coote . 
En 1806, Mathew est proposé comme membre du Kildare Street Club de Dublin mais est refusé par pas moins de quatre-vingt-cinq membres, et est donc rejeté. Son frère Francis Mathew (2e comte Landaff), dénonce les "quatre-vingt-cinq scélérats", qui, selon lui, lui avaient tous promis qu'ils apporteraient leur soutien à son frère, et s'est éloigné du club, pour ne jamais revenir . 

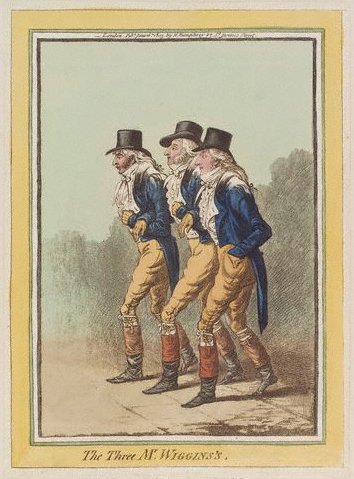
Mathew et ses frères par Gillray, 1803: les trois M. Wiggins

Il est élu député Chambre des communes pour Tipperary en novembre 1806, succédant à son frère, devenu pair représentatif irlandais à la chambre des lords, et occupe le siège jusqu'à sa mort en 1819. Il siège avec les Whigs.

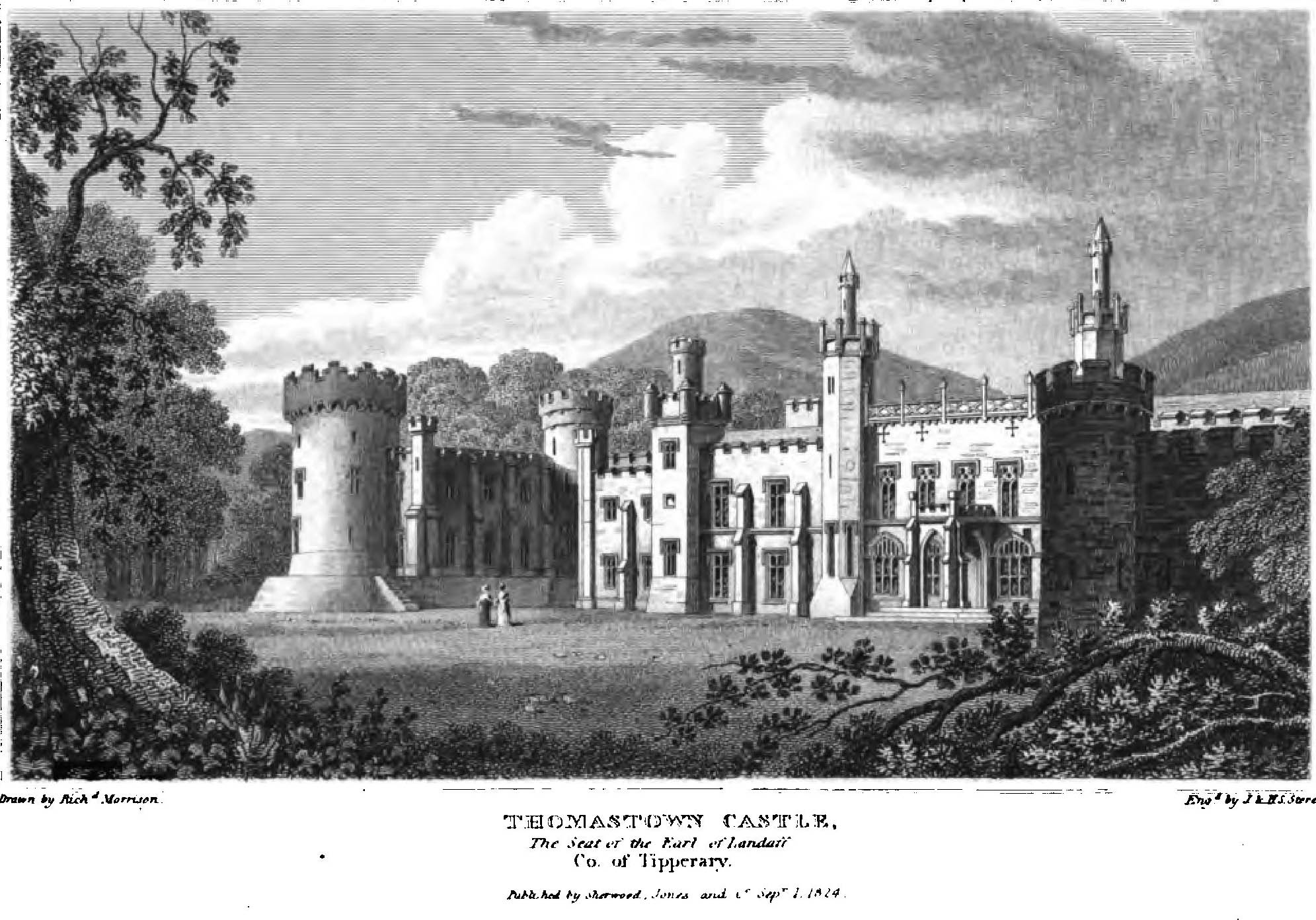
Château de Thomastown, siège de la famille de Mathew

Le 6 juin 1811, Mathew est nommé colonel du 99th Foot .   
Mathew ne s'est jamais marié. Il meurt subitement et intestat à Castle Fogerty, Thurles, comté de Tipperary, le 19 mars 1819. Il est enterré dans sa maison ancestrale, Thomastown, dans la paroisse de Kilfeacle . À propos de sa mort, il a été enregistré plus tard qu'il était "l'un des derniers hommes à quatre bouteilles du comté" et qu'il est décédé au dîner . 